# Greene (Rhode Island)
Greene – jednostka osadnicza w Stanach Zjednoczonych, w stanie Rhode Island, w hrabstwie Kent.